# Park City (Illinois)
Park City es una ciudad ubicada en el condado de Lake en el estado estadounidense de Illinois. En el Censo de 2010 tenía una población de 7570 habitantes y una densidad poblacional de 2.462,34 personas por km².

## Geografía
Park City se encuentra ubicada en las coordenadas 42°21′13″N 87°53′33″O / 42.35361, -87.89250. Según la Oficina del Censo de los Estados Unidos, Park City tiene una superficie total de 3.07 km², de la cual 3.07 km² corresponden a tierra firme y (0.17%) 0.01 km² es agua.

## Demografía
Según el censo de 2010, había 7570 personas residiendo en Park City. La densidad de población era de 2.462,34 hab./km². De los 7570 habitantes, Park City estaba compuesto por el 45.52% blancos, el 7.38% eran afroamericanos, el 0.96% eran amerindios, el 5.35% eran asiáticos, el 0.13% eran isleños del Pacífico, el 36.76% eran de otras razas y el 3.88% pertenecían a dos o más razas. Del total de la población el 65.17% eran hispanos o latinos de cualquier raza.

## Educación
El Distrito Escolar 60 de la Unidad Comunitaria gestiona escuelas públicas que sirven a la ciudad.